# Municipio de Berovo
El municipio de Berovo (en idioma macedonio: Општина Берово) es uno de los ochenta y cuatro municipios en los que se subdivide administrativamente Macedonia del Norte.

## Geografía
Este municipio se encuentra localizado en el territorio que abarca la región estadística del este.

## Población
La población de esta división administrativa se encuentra compuesta por un total de 13.941 personas (2002). La superficie de este municipio abarca una extensión de territorio de unos 598,7 kilómetros cuadrados. Mientras que su densidad poblacional es de unos 23,31 habitantes por cada kilómetro cuadrado.